# Нико Уилямс
Николас Уилямс Артуер (на испански: Nicholas Williams Arthuer) е испански футболист, който играе като нападател за Атлетик Билбао и националния отбор на Испания.

## Ранен живот
Нико Уилямс е роден в Памплона, Испания, след като родителите му, Мария и Феликс, прекосяват пустинята Сахара боси. Те бягат от Гана в испанската колония Мелиля, където биват вкарани в затвора заради нелегално прекосяване на границата. Излизат благодарение на адвокат на име Иняки, който им казва да излъжат, че идват от Либерия, където тогава се е провеждала гражданска война. Братът на Нико – Иняки Уилямс, носи името си в чест на човека, който им е помогнал.
Обикновено Нико носи фланелка с номер 10, на която пише Уилямс Джуниър (Williams Jr), включително в международни мачове, които не включват Иняки, който от своя страна представлява Гана.

## Постижения
Информацията е от 16 юли 2024 г.

### Отборни
Атлетик Билбао
- Купа на краля: 2023/24

Испания
- Европейско първенство по футбол: 2024

### Индивидуални
- Ла Лига – отиграване на месеца: август 2023 (споделено с Горка Гурусета)[2], декември 2023 (споделено с Иниго Лекуе)[3]
- Европейско първенство по футбол – отбор на първенството: 2024[4]